# Грб општине Врбас
Грб општине Врбас представља средњовековни штит плаве боје. На једној трећини од доње ивице штита приказана је стилизација канала сребрне боје са црвеном рибом у каналу. На десној страни горе у штиту је златна широка осмоугаона звезда а на левој страни горе у штиту је сребрна фибула. Поред основног облика грба могу се употребљавати средњи и велики грб Општине Врбас. Средњи и велики грб Општине поред елемената на штиту имају изнад штита решеткасту кацигу са венцем као ослонцем неплемићке круне из кога израста лав у златној боји пропет, са српском заставом у предњим шапама. Преко кациге, спуштајући се лево и десно поред штита су лациније. Десна лацинија је црвена и сребрна, а лева плава и златна. У подножју великог грба на зеленој стилизованој подлози налазе се снопови жита.